# 오시히메
오시히메(?~?)는 일본 제 6대 천황인 고안 천황의 황후이자 제5대 고쇼 천황의 손녀, 일본 제7대 천황 고레이 천황의 어머니이다.
| 전임 요소타라시히메노미코토 | 제6대 일본 천황의 황후 기원전 392년 ~ 기원전 291년 | 후임 구와시히메노미코토 |